# セナーレ＝サン・フェリーチェ
セナーレ＝サン・フェリーチェ（イタリア語: Senale-San Felice ; ドイツ語: Unsere Liebe Frau im Walde-St. Felix ウンゼレ・リーベ・フラウ・イム・ヴァルデ＝ザンクト・フェーリックス）は、イタリア共和国トレンティーノ＝アルト・アディジェ州ボルツァーノ自治県にある、人口約800人の基礎自治体（コムーネ）。

## 地理

### 位置・広がり
ボルツァーノ自治県西南部に位置するコムーネ。県都ボルツァーノから西へ約17km、メラーノから南へ約19km、州都トレントから北へ約48kmの距離にある。

#### 隣接コムーネ
隣接するコムーネは以下の通り。括弧内のTNはトレント自治県所属を示す。
- アッピアーノ・スッラ・ストラーダ・デル・ヴィーノ
- ボルゴ・ダナウニア (カステルフォンド、フォンド) (TN)
- ナッレス
- サン・パンクラーツィオ
- テージモ

## 行政

### 分離集落
セナーレ＝サン・フェリーチェには、以下の分離集落（フラツィオーネ）がある。
- San Felice/St. Felix (sede comunale), Senale/Unsere Liebe Frau im Walde

### Comunità comprensoriale
ボルツァーノ自治県が設けた行政区画 Comunità comprensoriale では、ブルグラヴィアート / ブルクグラーフェンアムト  (Burggrafenamt) （中心地: メラーノ）に属する。
- ブルクグラーフェンアムト
- ブルクグラーフェンアムトのコムーネ（中心地メラーノは9）。セナーレ＝サン・フェリーチェは25。

## 住民

### 言語
| 言語集団調査（2011年） | 言語集団調査（2011年） | 言語集団調査（2011年） | 言語集団調査（2011年） | 言語集団調査（2011年） |
| ---------------------- | ---------------------- | ---------------------- | ---------------------- | ---------------------- |
|                        |                        |                        |                        |                        |
| ドイツ語               | ドイツ語               |                        | 98.95%                 | 98.95%                 |
| イタリア語             | イタリア語             |                        | 1.05%                  | 1.05%                  |
| ラディン語             | ラディン語             |                        | 0.00%                  | 0.00%                  |

2011年に行われた、住民がドイツ語・イタリア語・ラディン語のいずれの「言語集団」に属するかの調査によれば（ボルツァーノ自治県#言語集団調査参照）、住民の98%以上がドイツ語話者である。

## 姉妹都市
- ヴァイデンベルク、ドイツ 1976年